# Скарлетт Йоганссон
Ска́рлетт Інґрід Йоганссон (англ. Scarlett Ingrid Johansson; нар. 22 листопада 1984, Нью-Йорк) — американська акторка, співачка, модель, кінорежисерка, продюсерка та політична діячка данського походження. Лауреатка премії БАФТА 2004 року, чотириразова номінантка премії «Золотий глобус» (у 2004—2006). Удостоєна зірки на Голлівудській алеї слави.
Акторське визнання здобула на початку 2000-х завдяки ролям у фільмах «Світ примар», «Труднощі перекладу», «Дівчина з перлинною сережкою», «Любовна лихоманка», «Матч-пойнт», «Люсі». У 2010-х роках найбільш відома роллю Чорної вдови зі Всесвіту Marvel.

## Раннє життя
Народилася 22 листопада 1984 року в Мангеттені, Нью-Йорк, у дансько-єврейській родині. Її батько, Карстен Олаф Йоганссон, був архітектором із Копенгагена, Данія, пізніше емігрував у США. Її дід по батьківській лінії, Ейнер Йоганссон, був істориком мистецтва, сценаристом і кінорежисером, чий рідний батько був шведом. Її мати Мелані Слоун, продюсерка з району Бронкс, Нью-Йорк. Вона походила з єврейської родини ашкеназі, яка втекла з Польщі та Російської імперії, і спочатку мала прізвище Шламберг, тому Йоганссон ідентифікує себе як єврейка. Батьки акторки познайомилися в Данії, де тимчасово мешкала її мати. Скарлетт має брата-близнюка Гантера, старшу сестру Ванессу (також акторка), а також зведених брата Адріана та сестру Крістіан від іншого шлюбу батька.
Має подвійне громадянство США та Данії. У 2017 році в епізоді програми PBS Finding Your Roots вона дізналася, що брат її прадіда по материнській лінії та його родина загинули під час Голокосту у Варшавському гетто.
Йоганссон відвідувала PS 41, початкову школу в Грінвіч-Віллідж, Мангеттен. Її батьки розлучилися, коли їй було 13.  Вона була особливо близька зі своєю бабусею по материнській лінії, Дороті Слоун, бухгалтеркою та шкільною вчителькою; вони часто проводили час разом, і Йоганссон вважала Дороті своєю найкращою подругою.
Зацікавившись виконавською кар'єрою з раннього дитинства, Йоганссон часто влаштовувала пісні та танці для своєї родини. У 7 років вона була спустошена, коли агент з талантів підписав договір замість неї з її братом, але пізніше вирішила все одно стати акторкою. У дитинстві вона займалася акторською майстерністю, дивлячись у дзеркало, поки не змушувала себе плакати, наслідуючи Джуді Гарленд у фільмі «Зустрічай мене в Сент-Луїсі». Особливо любила музичний театр і джаз, брала уроки чечітки. Йоганссон каже, що батьки підтримували її вибір професії. Своє дитинство вона описала як звичайне.
Вступила до Театрального інституту Лі Страсберга і почала прослуховуватися для реклами, але незабаром втратила інтерес: «Я не хотіла рекламувати Wonder Bread». Переключила увагу на кіно та театр, вперше з'явившись на сцені в небродвейській виставі «Софістика» з Ітаном Гоуком, в якій мала два рядки. Приблизно в цей час вона почала навчатися в Професійній дитячій школі, приватному навчальному закладі для акторів-початківців на Мангеттені.

## Кінокар'єра

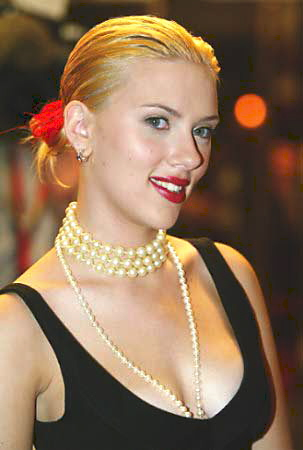
На прем'єрі «Дівчини з перлинною сережкою», вересень 2003 року

Йоганссон знімалася в фільмах з самого дитинства. Її першим фільмом, коли їй виповнилося 10, стала стрічка «Норт» у 1994 році. За бажанням Скарлетт мати активно водила її на прослуховування. Згодом Йоганссон зіграла в кількох фільмах наприкінці 1990-х, включаючи появу в синглі Менді Мур «Candy». Справжнє визнання принесли їй ролі у стрічках «Заклинач коней» (1998) та «Світ примар» (2001).
Отримала нагороду як найкраща акторка на Венеційському кінофестивалі за фільм «Труднощі перекладу» в 2003 році. У цьому ж році була номінована на «Золотий глобус» в номінації Найкраща акторка одразу у двох фільмах: «Дівчина з перлинною сережкою» та «Труднощі перекладу». За ці стрічки її також номінували як найкращу акторку на БАФТА — вона отримала приз за найкращу жіночу роль у фільмі «Труднощі перекладу».
У 2004 році Йоганссон знялась у фільмах «Вищий бал» (The Perfect Score), «Крута компанія» (In Good Company) та «Любовна лихоманка» (A Love Song for Bobby Long). За останній фільм номінована на «Золотий глобус».
Йоганссон була запрошена до участі у фільмі «Місія нездійсненна 3» (Mission imposible 3), у якому мала зіграти з Томом Крузом, проте її замінила Кері Расселл.
У липні 2005 Йоганссон спільно з Юеном Мак-Грегором розпочала роботу над фільмом «Острів», стартувавши в пригодницьких фільмах. У цьому ж році вона почала роботу над стрічкою Вуді Алена «Матч-пойнт», яка вийшла на екрани в грудні 2005 року. За цей фільм її було номіновано на «Золотий глобус» як найкращу акторку другого плану.
Наступним став фільм Вуді Алена «Сенсація», що вийшов на екрани 28 липня 2006 року. У цьому році Йоганссон знялась у фільмі Браяна де Пальми «Чорна Орхідея» (The Black Dahlia) у жанрі нуар. Йоганссон заявила, що вона є фанаткою де Пальми і мріяла працювати з ним над фільмом.
У 2007 році Йоганссон знялась у фільмах «Щоденники няні» та «Ще одна з роду Болейн» спільно з Наталі Портман. Також вона знялась у своєму третьому фільмі Вуді Алена «Вікі Крістіна Барселона» в Іспанії.
Наступним фільмом для Йоганссон став «Месник», який вийшов на екрани 25 грудня 2008 року. У 2009 році вона отримала роль інструкторки з йоги у фільмі «Обіцяти — ще не одружитись». У березні 2009 виконала роль Чорної вдови у фільмі «Залізна людина 2».

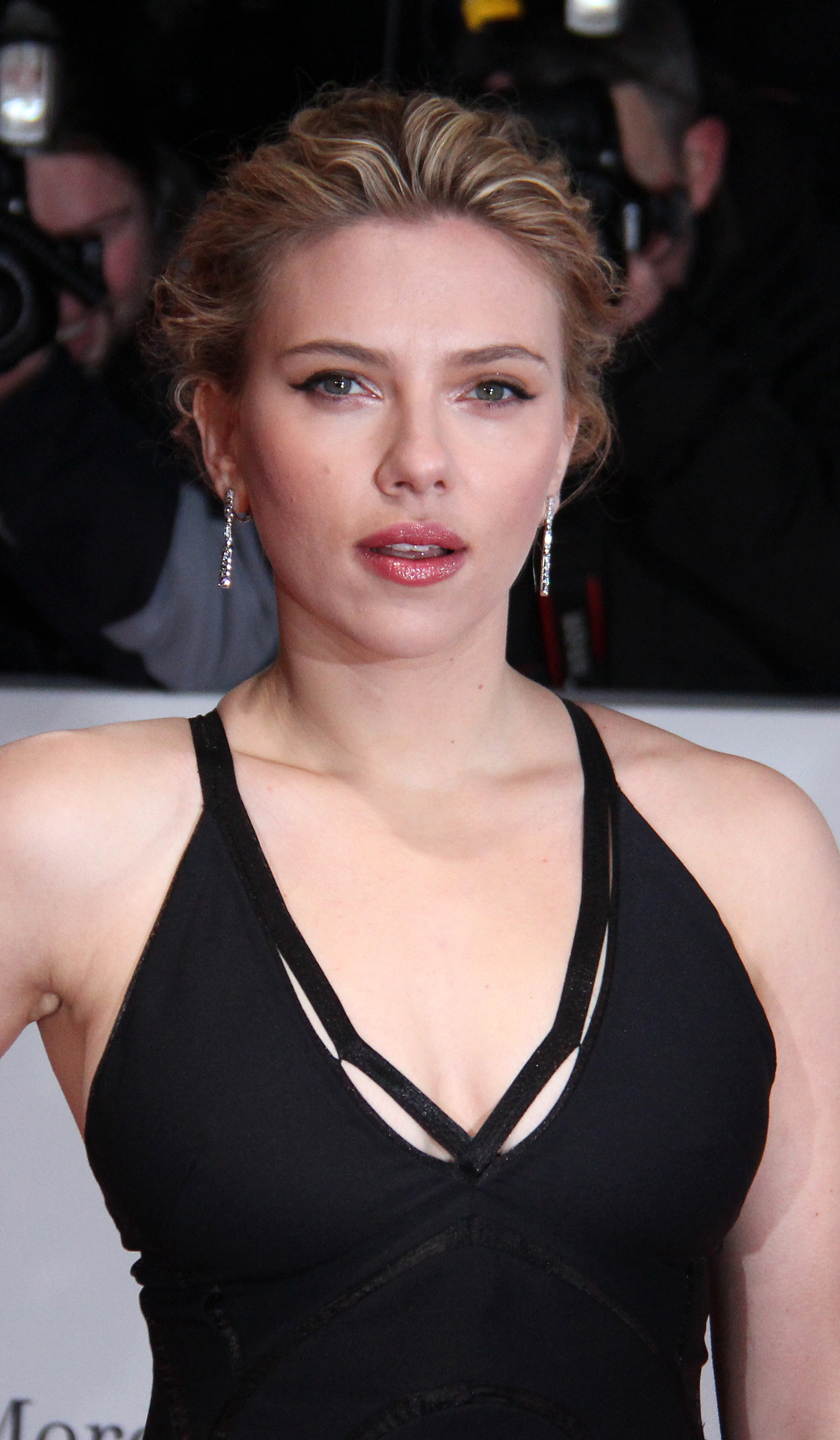
У 2012 році

У 2009 році співпрацювала із Пітом Йорном (задля запису музичного альбому, що вийшов цього ж року).
У 2014 році знялася в фільмі Люка Бессона «Люсі».
13 січня 2020 року була номінована на кінопремію «Оскар» одразу у двох категоріях: «Найкраща жіноча роль» за фільм «Шлюбна історія» та «Найкраща жіноча роль другого плану» за фільм «Кролик Джоджо».
Йоханссон повернулася на екран з комедією Веса Андерсона «Астероїд-Сіті» (2023), в якій вона очолила акторський ансамбль. Це був її другий фільм, прем'єра якого відбулася на Каннському кінофестивалі після «Матч Пойнта» (2005).
У режисерському дебюті Крістін Скотт Томас «Північна зірка» Йоханссон зіграла одну з трьох сестер, які возз'єднуються на весіллі своєї матері. Бенджамін Лі з The Guardian був незадоволений фільмом і «незграбним британським акцентом» Йоганссон .
Заснувавши продюсерську компанію These Pictures, Йоханссон продюсувала і зіграла головну роль у романтичній трагікомедії «Забери мене на Місяць» (2024), яка розгортається на тлі космічної гонки, разом із Ченнінгом Татумом . Критики вважали неймовірну хімію між Йоганссон і Татумом найяскравішим моментом фільму. Йоганссон озвучила роль Еліти-1 в мультфільмі «Трансформери: Початок», приквелі серії фільмів «Трансформери».
У 2025 році Йоганссон возз'єдналась з Весом Андерсоном у шпигунському фільмі «Фінікійська схема» і дебютувала як режисер драмою «Елеонора Велика» з Джун Сквібб у головній ролі. Крім того, Йоханссон виконає головну роль у наступній частині франшизи «Парк Юрського періоду» — «Світ Юрського періоду: Відродження».

## Музична кар'єра
У 2006 році Йоганссон записала трек «Summertime» для Unexpected Dreams — Songs from the Stars, некомерційної збірки пісень, записаних голлівудськими акторами. У квітні 2007 року вона виступала з «Jesus and Mary Chain» на реюніон-шоу Coachella в Індіо, Каліфорнія. Наступного року Йоганссон з'явилася в музичному відео Джастіна Тімберлейка на пісню «What Goes Around..»., номіновану на MTV Video Music Award як відео року.
У травні 2008 року Йоганссон випустила свій дебютний альбом Anywhere I Lay My Head, який складається з однієї оригінальної пісні та 10 кавер-версій пісень Тома Вейтса, а також з Девідом Боуї та учасниками Yeah Yeah Yeahs і Celebration.  Відгуки про альбом були неоднозначними. Спін не був особливо вражений співом Йоганссон. Деякі критики визнали його «напрочуд привабливим», «сміливо ексцентричним вибором» і «блискучим альбомом» із «примарною магією». NME назвав альбом «23-м найкращим альбомом 2008 року», і він досяг 126 місця в Billboard 200. Йоганссон почала слухати Вейтса, коли їй було 11 чи 12 років, і сказала про нього: «Його мелодії такі гарні, його голос такий виразний, і я мала власний спосіб виконувати пісні Тома Вейтса».
У вересні 2009 року Йоганссон і автор пісень Піт Йорн випустили спільний альбом Break Up, натхненний дуетами Сержа Генсбура з Бріжит Бардо. Альбом досяг 41 місця в США. У 2010 році Steel Train випустив гру Terrible Thrills Vol. 1, яка включає їх улюблених виконавиць, що співають пісні з їх однойменного альбому. Йоганссон є першою акторкою в альбомі, яка співає «Bullet». Йоганссон виконала «One Whole Hour» для документального фільму Wretches & Jabberers (2010) у 2011 році і в 2012 році співала у треку Дж. Ральфа під назвою «Before My Time» для кінцевих титрів документального фільму про клімат Chasing Ice (2012).
У лютому 2015 року Йоганссон створила гурт під назвою «Singles» разом із Есте Хаймом із HAIM, Голлі Мірандою, Кендрою Морріс і Джулією Галтіган. Перший сингл гурту називався «Candy». Солістка лос-анджелеського рок-гурту The Singles вимагала, щоб Йоганссон припинила використовувати їх ім'я. У 2016 році вона виконала «Trust in Me» для саундтреку «Книги джунглів» та «Set It All Free» і «I Don't Wanna» для Sing: Original Motion Picture Soundtrack. У 2018 році Йоганссон знову співпрацювала з Пітом Йорном для EP під назвою Apart.

## Особисте життя
Йоганссон традиційно святкує і Різдво, і Хануку. Проте вона не дуже релігійна і заявляє, що їй не подобається, коли актори на нагородженнях дякують Богові за свій успіх. Акторку часто критикували за поширення нездорових дієт, які викликають розлади харчування та загрожують здоров'ю. Скандальними у вересні 2011 року стали публікації викрадених з мобільного телефону Йоганссон її оголених фотографій.
У 2000-х роках Скарлетт Йоганссон зустрічалася з музикантом Джеком Антоноффом (2001—2002) та акторами Джошем Гартнеттом (2004—2006) і Раяном Рейнольдсом (з 2007), з яким була одружена у 2008—2011 роках.
У листопаді 2012 року почала стосунки з французьким журналістом та власником рекламної агенції Роменом Доріаком (1982 р.н.). У вересні 2013 року було оголошено про їхні заручини. 4 вересня 2014 Йоганссон народила дочку Роуз Дороті Доріак. У жовтні 2014 року одружилася з Доріаком. У середині 2016 року пара розійшлася, а у вересні 2017 — офіційно розлучилася.
У грудні 2017 року акторка підтвердила, що зустрічається з Коліном Жостом (1982 р.н.), сценаристом популярних телешоу «Saturday Night Live» та «Weekend Update». На початку березня 2019 року знайомі акторки повідомили ЗМІ, що Йоганссон та Жост планують весілля. Вони одружилися в жовтні 2020 року. В серпні 2021 року акторка народила сина Космо.

## Фільмографія
За даними вебсайту Rotten Tomatoes, найбільш відомими ролями Скарлетт Йоганссон є Чорна вдова у фільмах кіновсесвіту Marvel («Залізна людина 2», «Месники», «Месники: Ера Альтрона», «Месники: Війна нескінченності», «Месники: Завершення», «Перший месник: Друга війна», «Перший месник: Протистояння» та «Чорна вдова») та Люсі в однойменному фільмі. Також вона озвучувала персонажів у мультфільмах «Співай», «Співай 2», «Острів собак» та анімаційно-ігровому фільмі «Книга джунглів». Окрім того, критика схвально оцінює її акторську роботу в стрічках «Труднощі перекладу», «Шлюбна історія», «Вона» та «Світ примар».

## Нагороди та номінації
| Нагорода                   | Рік  | Категорія                                  | Робота                         | Результат | Пос.   |
| -------------------------- | ---- | ------------------------------------------ | ------------------------------ | --------- | ------ |
| Оскар                      | 2020 | Найкраща жіноча роль                       | «Шлюбна історія»               | Номінація | [ 60 ] |
| Оскар                      | 2020 | Найкраща жіноча роль другого плану         | «Кролик Джоджо»                | Номінація | [ 60 ] |
| BAFTA                      | 2004 | Найкраща жіноча роль                       | «Труднощі перекладу»           | Перемога  | [ 61 ] |
| BAFTA                      | 2004 | Найкраща жіноча роль                       | «Дівчина з перлинною сережкою» | Номінація | [ 61 ] |
| BAFTA                      | 2020 | Найкраща жіноча роль                       | «Шлюбна історія»               | Номінація | [ 62 ] |
| BAFTA                      | 2020 | Найкраща жіноча роль другого плану         | «Кролик Джоджо»                | Номінація | [ 62 ] |
| Золотий глобус             | 2004 | Найкраща жіноча роль — комедія або мюзикл  | «Труднощі перекладу»           | Номінація | [ 63 ] |
| Золотий глобус             | 2004 | Найкраща жіноча роль — драма               | «Дівчина з перлинною сережкою» | Номінація | [ 63 ] |
| Золотий глобус             | 2005 | Найкраща жіноча роль — драма               | «Любовна лихоманка»            | Номінація | [ 64 ] |
| Золотий глобус             | 2006 | Найкраща жіноча роль другого плану         | «Матч-пойнт»                   | Номінація | [ 65 ] |
| Золотий глобус             | 2020 | Найкраща жіноча роль — драма               | «Шлюбна історія»               | Номінація | [ 66 ] |
| Премія Гільдії кіноакторів | 2020 | Найкраща жіноча роль                       | «Шлюбна історія»               | Номінація | [ 67 ] |
| Премія Гільдії кіноакторів | 2020 | Найкраща жіноча роль другого плану         | «Кролик Джоджо»                | Номінація | [ 67 ] |
| Премія Гільдії кіноакторів | 2020 | Найкращий акторський склад в ігровому кіно | «Кролик Джоджо»                | Номінація | [ 67 ] |
| Супутник                   | 2004 | Найкраща акторка другого плану             | «Труднощі перекладу»           | Номінація | [ 68 ] |
| Супутник                   | 2020 | Найкраща акторка — драма                   | «Шлюбна історія»               | Перемога  | [ 69 ] |
| Тоні                       | 2010 | Найкраща жіноча роль другого плану в п'єсі | «Вид з мосту»                  | Перемога  | [ 70 ] |
| Сатурн                     | 2011 | Найкраща жіноча роль другого плану         | «Залізна людина 2»             | Номінація | [ 71 ] |
| Сатурн                     | 2014 | Найкраща жіноча роль другого плану         | «Вона»                         | Перемога  | [ 72 ] |
| Сатурн                     | 2015 | Найкраща жіноча роль другого плану         | «Перший месник: Друга війна»   | Номінація | [ 73 ] |
| Сатурн                     | 2017 | Найкраща жіноча роль другого плану         | «Перший месник: Протистояння»  | Номінація | [ 74 ] |
| Сатурн                     | 2019 | Найкраща жіноча роль другого плану         | «Месники: Завершення»          | Номінація | [ 75 ] |